# Sergio Velázquez
Sergio Ezequiel Velázquez (Quilmes, 12 de setembro de 1990) é um futebolista argentino. Atualmente joga na Universidad de Chile como meia.

## Carreira

### Defensa y Justicia
Nascido em Quilmes. Joga como meia. Estreou pelo clube que o formou, o  Defensa y Justicia em 2001.

### Universidad de Chile
Depois de passar três temporadas no Defensa y Justicia e devido à venda de Matías Rodríguez para a Sampdoria, a Universidad de Chile se interessou no jogador e pagou 300 mil dólares por seu passe. Ele fez sua estréia com sua nova equipe em 12 de fevereiro 2013, em uma partida contra o Deportivo Lara válido pela Copa Libertadores ao vencer por 2-0. No dia seguinte, José Yuraszeck, presidente do clube, apresentou o jogador oficialmente.

## Estatísticas
Até 22 de fevereiro de 2013.

### Clubes
| Clube                | Temporada         | Campeonato nacional | Campeonato nacional | Copa nacional[a] | Copa nacional[a] | Competições continentais[b] | Competições continentais[b] | Outros torneios[c] | Outros torneios[c] | Total | Total |
| Clube                | Temporada         | Jogos               | Gols                | Jogos            | Gols             | Jogos                       | Gols                        | Jogos              | Gols               | Jogos | Gols  |
| -------------------- | ----------------- | ------------------- | ------------------- | ---------------- | ---------------- | --------------------------- | --------------------------- | ------------------ | ------------------ | ----- | ----- |
| Universidad de Chile | 2013              | 1                   | 0                   | 0                | 0                | 1                           | 0                           | 0                  | 0                  | 2     | 0     |
| Universidad de Chile | Total             | 1                   | 0                   | 0                | 0                | 1                           | 0                           | 0                  | 0                  | 2     | 0     |
| Total na carreira    | Total na carreira | 1                   | 0                   | 0                | 0                | 1                           | 0                           | 0                  | 0                  | 2     | 0     |

- a. ^ Jogos da Copa Chile
- b. ^ Jogos da Copa Libertadores e Copa Sul-Americana
- c. ^ Jogos do Jogo amistoso